# Habroxenus
Genre
Habroxenus  est un genre d'insectes coléoptères appartenant à la famille des Anthribidae.

## Liste des espèces
- Habroxenus fuscus Valentine, 1998
- Habroxenus politus Valentine, 1998
- Habroxenus sarmenticola Valentine, 1998

## Référence
- (en) Valentine, 1998 : A review of Nearctic and some related Anthribidae (Coleoptera). Insecta Mundi, 12-3/4 pp 251-296. Texte original